# Flussbad Unterer Letten

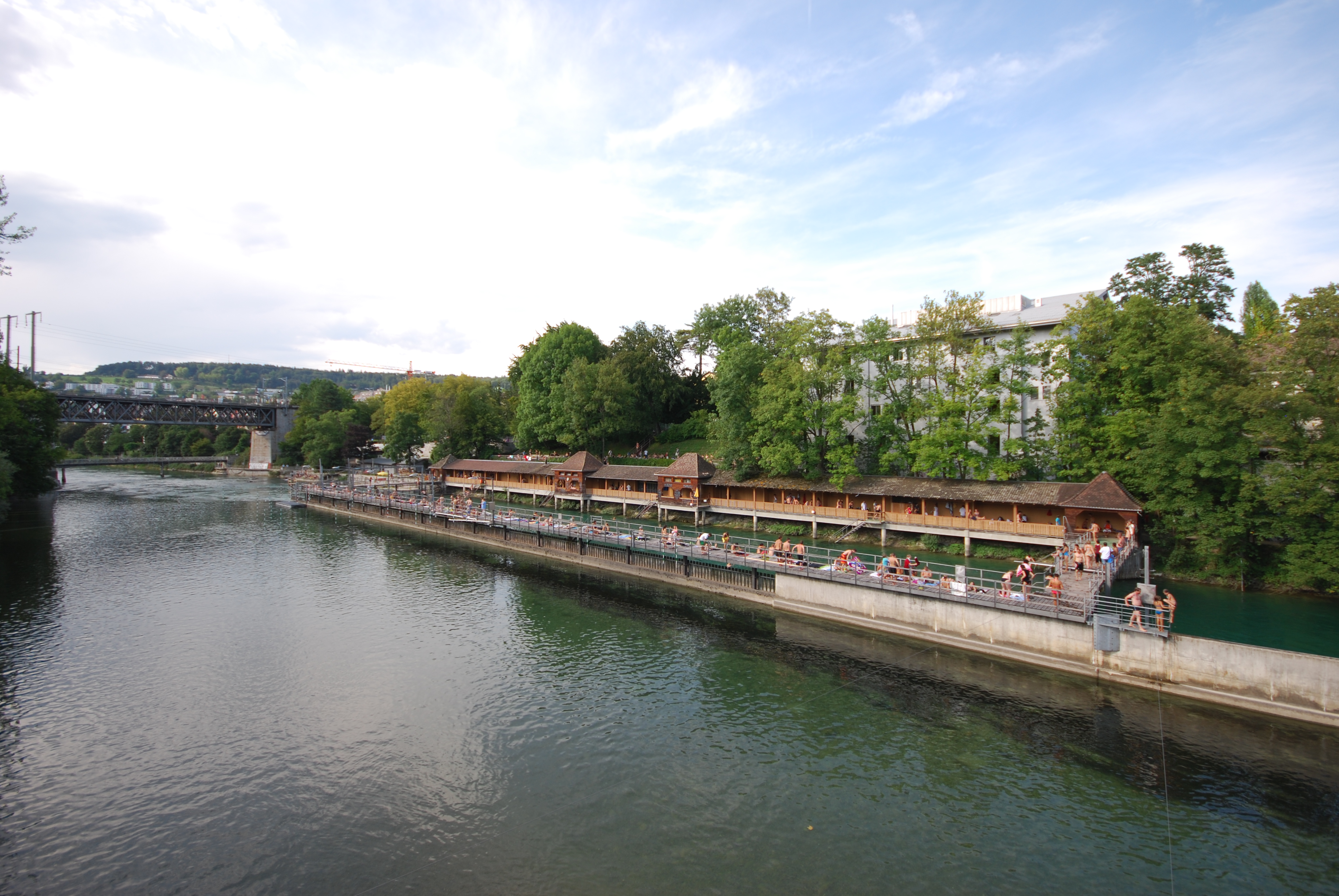
Das Flussbad Unterer Letten

Das Flussbad Unterer Letten ist ein Freibad in der Stadt Zürich an der Limmat.
Das Freibad besteht aus zwei Badebereichen, aus dem Flussbad von 1909, das nur für gute Schwimmer geeignet ist, und aus einem Nichtschwimmerbecken mit Kinderplanschbecken von 1958.

## Geschichte
Infolge der schnell wachsenden Bevölkerung in den Arbeiterquartieren wurde das Kastenbad am Oberen Letten zu klein. In der Folge wurde im Unterwasserkanal des Kraftwerkes Letten ein Männerbad ähnlich dem am Schanzengraben gebaut. Allerdings wurde hier erstmals bei einem Stadtzürcher Bad auf das Bedürfnis zum Sonnenbaden Rücksicht genommen: Hinter dem Holzhaus am Hang wurden Sonnenterrassen und dahinter eine Liegewiese angelegt. Architekt des 1909 eröffneten Bades war Friedrich Fissler.
Vom länglichen, am Kanalufer gebauten Holzhaus führen Treppen ins Wasser. Im Holzhaus gibt es Kleiderhaken und Umkleidekabinen. Am oberen Ende führt ein Steg mit einem Sprungbrett über den Kanal. Ein Rechen am unteren Ende fängt die Schwimmenden auf, über Leitern kann das Wasser verlassen werden. Auf dem Damm, der den Kanal von der Limmat trennt, ist ebenfalls ein Steg vorhanden. 
Seit 1927 ist das Bad auch für Frauen geöffnet, und im Holzhaus wurde die eine Hälfte zur Frauengarderobe. 1958 wurden auf der Wiese ein Kinder- und ein Nichtschwimmerbecken angelegt und das Flussbad so zum Familienbad aufgewertet. Das alte Flussbad blieb unverändert erhalten.
Im Winter 1989 wurde von Pfarrer Sieber für die Obdachlosen der damals offenen Drogenszene am Platzspitz und Bahnhof Letten ein temporäres Containerdorf aufgestellt.

## Nutzung
Das Bad ist nur während der Sommermonate geöffnet. Der Eintritt ist kostenlos. Infolge der starken Strömung ist das Bad nur für gute Schwimmer geeignet. Es ist ein Kiosk vorhanden.
Die Anlage wird auch für kulturelle Veranstaltungen benutzt, beispielsweise als Open-Air-Kino. Ein Mal pro Woche wird das Bad abends als Bar genutzt.